# Fleetwood Varley
Fleetwood Ernest Varley (Londres, 12 de juliol 1862 – Marylebone, Londres, 26 de març de 1936) va ser un tirador anglès que va competir a cavall del segle xix i del segle xx.
El 1908 va prendre part en els Jocs Olímpics de Londres, on guanyà una medalla de plata en la prova de rifle militar per equips. En les altres dues proves del programa de tir que disputà no obtingué bons resultats.